# Махидевран
Махидевран хатун (око 1500 — Бурса, 3. фебруар 1581), позната и као Гулбахар хатун, била је конкубина османског султана Сулејмана Величанственог и мајка принца Мустафе.

## Значење имена
Махидевранино име (перс. ماه دوران) значи „она која је увек лепа”, „она чија лепота не бледи” или „лепота времена” на персијском. Друго значење њеног имена је „Месец среће”. У неким изворима, њено име је Гулбахар (перс. گل بهار), где „гул” значи „ружа”, а „бахар” значи „пролеће” на турском и перијском.

## Титула и статус
Махидевран је била мајка принца Мустафе, најстаријег преживелог сина владајућег султана. Имала је истакнуто место у харему свог сина у Маниси. Иако је султанија Хурем постала Сулејманова миљеница и законита супруга, Махидевран је држала статус мајке Сулејмановог најстаријег сина и неке дипломате су је називале Сулејмановом „првом супругом”, упркос чињеници да никада нису били у браку. Све док Хурем није добила титулу султаније, а касније хасеки султаније (нова титула створена за њу), све жене су имале титулу хатун, што значи „дама” или „госпођа”. Стога, Махидевран никада није имала титулу султаније у хијерархији харема, али је као мајка најстаријег сина имала чин башкадин.

## Порекло и детињство
Мало се зна о Махидевранином раном животу. Познато је да је била (вероватно хришћанска) робиња која је касније прешла у ислам. Након што је дефинитивно одбачена теорија да је била черкеска или кримска принцеза, њено етничко порекло је предмет контроверзи. Неки савремени млетачки извори, наводе да је била черкеског порекла. Према Николају Јорги, а у складу са неким (неидентификованим) причама, у којима је била „црногорског порекла”, она је била из Црне Горе. Недоказана књижевна традиција каже да је била Албанка, ћерка локалног композитора, и да је њено првобитно име било Пранвере Росне, што на албанском значи „пролећна ружа”.

## Живот са Сулејманом
Била је наведена међу седамнаест жена Сулејмановог харема док је он био санџакбег Манисе. Није била високо рангирана конкубина, јер је зарађивала 4 акче дневно заједно са још две конкубине, док су три друге зарађивале 5 акчи. Махидевран је родила своје једино дете, Мустафу 1515. године, док су били у Маниси где је Сулејман био владар санџака.
Када је Селим  умро 1520. године, Сулејман се преселио у Истанбул, главни град Отоманског царства, заједно са својом породицом, да би наследио престо. Исте године, Сулејман је изгубио своја два друга сина, деветогодишњег Махмуда и новорођенче Мурата, па је Мустафа постао најстарији принц. То је Махидевран дало повишен положај, али је рано у Сулејмановој владавини наишла на нову супарницу, Хурем, која је убрзо постала Сулејманова миљеница, а касније и његова хасеки султанија и законита супруга. Бернардо Навађеро је забележио да је Сулејману Махидевран била веома драгоцена у Топкапи харему, заједно са Хурем. Међутим, до 1526. он је престао да обраћа пажњу на Махидевран и посветио своју пуну наклоност Хурем.
Хурем је родила свог првог сина Мехмеда 1521, а затим Селима (будућег султана Селима II) 1524, уништивши Махидевранин статус мајке јединог султановог сина. Супарништво између две жене делимично је потискивала султанија Хафса, Сулејманова мајка. Према Навађеровом извештају, као резултат горког супарништва, избила је туча између две жене, где је Махидевран пребила Хурем, што је разбеснело Сулејмана. Према турском историчару Неџету Сакаоглуу, ове оптужбе нису биле истините.
Пјетро Брагадин, амбасадор у првим годинама Сулејманове владавине, известио је да је Мустафа, док су обоје још увек боравили у царској палати у Истанбулу, био „сва радост” његове мајке.

## Мустафа као санџакбег
Према турској традицији, од свих принчева се очекивало да у оквиру своје обуке раде као санџакбегови. Мустафа је послат у Манису 1533. године, на свечаној церемонији, а Махидевран га је пратила. Насупрот томе, Хурем је остала у палати док су њени синови били послани да управљају санџацима. Према традицији, Махидевран је била на челу Мустафиног принчевског харема. До самог краја живота свог сина, настојала је да га заштити од политичких противника и највероватније је одржавала мрежу доушника да би то чинила. Страни посматрачи Османлија, посебно амбасадори Млетачке републике, помно су пратили османску династичку политику; њихови коментари о Махидевран наговештавају виталну улогу коју игра принчева мајка и њену неопходну посвећеност његовој добробити.
Велики везир Ибрахим-паша Паргалија такође је био снажан Мустафин присталица. Преписка између паше, Махидевран и Мустафе, указује на близак и привржен однос између њих. У свом писму паши, Махидевран у великој мери описује „сестринство и братство између породица и крајње искрено пријатељство и нежно саосећање”, које су паша и његова супруга показали. Описујући Мустафин двор у Кара Амиду (Дијарбакир) у близини границе са Сафавидом, Басано је написао око 1540. да је принц имао „диван и величанствени двор, ништа мање од двора његовог оца” и да га „његова мајка, која је била с њим, поучава томе како да буде вољен од стране народа”. У једном тренутку Мустафа се вратио у Манису, а 1542. је пребачен у Амасију. До 1546. године још три Сулејманова сина су била у игри, а надметање за наследство је почело између четири принца, иако ће султан живети још двадесет година.
Амбасадор Бернадо Навађеро је у извештају из 1553. описао Махидевранине напоре да заштити свог сина: „Мустафа са собом има своју мајку, која се веома труди да га чува од тровања и свакодневно га подсећа да нема ништа друго осим овога да избегава, и прича се да он има безгранично поштовање према њој”. Мустафа је био изузетно популаран принц. Када му је било само девет година, тај венецијански амбасадор је известио да „има изванредан таленат, биће ратник, јањичари га много воле и чини велике подвиге”. Године 1553, када је Мустафа имао тридесет осам година, Навађеро је написао: „Немогуће је описати колико га сви воле и желе као наследника престола”.
Гласине су говориле да је пред крај Сулејманове дуге владавине супарништво између његових синова постало очигледно и да су Хурем и велики везир Рустем-паша окренули Сулејмана против Мустафе и Мустафа је оптужен за изазивање побуне. Међутим, нема доказа о таквој завери. Током кампање против Сафавидске Персије 1553. године, Сулејман је наредио погубљење Мустафе под оптужбом да је планирао да свргне свог оца с престола; његова кривица за издају за коју је оптужен од тада није ни доказана ни оповргнута. Амбасадор Тревисано је 1554. испричао да је на дан када је Мустафа погубљен, Махидевран послала гласника преко ког га је упозорила на планове његовог оца да га убије. Мустафа је, нажалост, игнорисао поруку; према Тревисану, он је доследно одбијао да послуша упозорења својих пријатеља, па чак и своје мајке.

## Касније године и смрт
Неколико година након погубљења сина, Махидевран је живела тешким животом. Отишла је у Бурсу, где је сахрањен њен син Мустафа и постала последња конкубина која се повукла у Бурсу. Мање срећна од својих претходница и вероватно осрамоћена погубљењем свог сина, није била у стању да плаћа кирију за кућу у којој је живела, а њене слуге су биле изругиване и варане на локалним пијацама. Око 1558. године, Сулејманов пријатељ из детињства Јахја ефендиja предложио је Сулејману да се Махидевран врати у палату, након што га је замолила да се заузме за њу. Сулејман је доживео Јахјин захтев као дрзак, што је резултирало његовим разрешењем са места учитеља. Махидевранина ситуација се поправила када јој је Селим , Мустафин полубрат и Сулејманов наследник, платио дугове и купио јој кућу, када је ступио на престо. Коначно финансијски сигурна, Махидевран је имала довољно прихода да створи задужбину за одржавање гробнице свог сина.
Махидевран је умрла 3. фебруара 1581. године, надживевши Сулејмана, Хурем и сву њихову децу и сахрањена је у Мустафиној гробници.

## У популарној култури
- Појављује се као лик у више историјских романа.
- У украјинској серији Рокселана (1996−2003), тумачила ју је Наталија Гончарова.
- У турској мини-серији Султанија Хурем (2003), тумачила ју је Хатиџе Аслан.
- У турској серији Сулејман Величанствени (2011−2014), тумачила ју је Нур Фетахоглу. Услед бројних историјских неправилности у серији, овде је зову хасеки султанија Махидевран, иако права Махидевран није носила ни једну ни другу титулу.